# Ernst Winkler (Politiker)
Ernst Winkler (geboren 23. August 1899 in Hobersdorf, Österreich-Ungarn; gestorben 27. Dezember 1976 in Wien) war ein österreichischer Politiker (SPÖ) und Chefredakteur. Er war von 1956 bis 1966 Abgeordneter zum Österreichischen Nationalrat.

## Leben
Ernst Winkler war ein Sohn des Kleinbauern Josef Winkler, er hatte zehn Geschwister. Winkler besuchte nach der Volks- und Bürgerschule eine Handelsschule und absolvierte Kurse in Wiener Volkshochschulen sowie im ersten Jahrgang der Arbeiterhochschule. Er erlernte den Beruf des Forstpraktikanten und arbeitete als Redakteur und Leiter des Pressereferates der Kammer für Arbeiter und Angestellte für Wien. Politisch engagierte sich Winkler als Bezirksparteivorsitzender der SPÖ Mistelbach und übernahm in der Folge das Amt des Landesparteivorsitzenden der SPÖ Niederösterreich. Zudem war er Mitglied der Parteiexekutive und des Parteivorstandes der SPÖ und vertrat die SPÖ zwischen dem 8. Juni 1956 und dem 30. März 1966 im Nationalrat.

## Schriften (Auswahl)
- Auf den Zinnen der Partei. Ausgewählte Schriften. Wiener Neustadt, Gutenberg, 1967.
- Ernst Winkler, Ferdinanda Popper: 2 x Amerika: zwei Augenzeugen berichten. Wien, Österreichischer Gewerkschaftsbund, 1950.